# Nazareno Etla
Nazareno Etla es una localidad del estado mexicano de Oaxaca. Es cabecera del municipio de Nazareno Etla. Se ubica al noroeste de la ciudad de Oaxaca, a 10 kilómetros por la Carretera Federal 190 con destino a la Villa de Etla. Desviándose a la izquierda en el crucero a Nazareno Etla y continuando por la carretera pavimentada 8 kilómetros aproximadamente. En tiempo, el trayecto desde la ciudad de Oaxaca a Nazareno Etla, se realiza en 30 minutos aproximadamente. Nazareno forma parte del distrito de Etla, lugar donde se realiza el tradicional quesillo o también conocido como queso Oaxaca. Nazareno tiene tradiciones como la calenda o las comparsas (también llamadas muerteadas), el cual se celebra el 1-2, 8-9 y 15 de noviembre, en donde la gente acompañada de una banda sale a bailar disfrazados y festejar por todas las calles de la población. En éstas festividades vienen personas de muchos lugares de Oaxaca y del extranjero.

## Historia
Nazareno fue fundado aproximadamente en el año 1700, por cinco familias provenientes de la sierra Juárez y de la Mixteca, probablemente comerciantes que transitaban un camino, posteriormente se denominó "camino nacional". En ese tiempo la comunidad era reconocida como "cinco cabezas", posteriormente fueron llegando más familias y ese núcleo de población se hizo más grande, fue Agencia Municipal de Guadalupe Etla y de Soledad Etla; fue hasta el año de 1858 cuando adquirió la categoría de municipio.

## Topomanía
Nazareno Etla Recibe su nombre en honor de nuestro Señor Jesucristo de Nazaret. Etla significa: "donde abunda el frijol", y proviene de los vocablos Etl, "frijol y Tla, "abundancia".